# Heaven on Earth (canción de Boston)
«Heaven on Earth» —en castellano: «Cielo sobre la Tierra»— es un tema interpretado por la banda estadounidense de rock Boston y fue escrito por el líder y guitarrista del grupo Tom Scholz.  Apareció originalmente en el álbum Life, Love & Hope, lanzado en 2013 por la discográfica Frontiers Records.

## Grabación y descripción
La grabación de esta canción fue realizada casi en su totalidad por Tom Scholz, a excepción de las voces principales, ejecutadas por David Victor y Louis St. August.   Dicha grabación se realizó en el estudio personal de Scholz, entre 2002 y 2013.
Tim Sendra, editor de Allmusic, describió esta canción como la mejor de todo el disco Life, Love & Hope.  Sendra mencionó que David Victor tiene una voz parecida a Brad Delp y que Victor hace un buen trabajo en el canto.

## Lanzamiento
A diferencia de otros sencillos de Boston, «Heaven on Earth» fue publicado primeramente en formato de descarga digital. 
Frontiers Records subió un vídeo a su página oficial de Youtube anunciando el lanzamiento de este sencillo y de Life, Love & Hope, publicado tiempo después.

## Lista de canciones
| N.º | Título            | Escritor(es) | Duración |  |
| 1.  | «Heaven on Earth» | Tom Scholz   | 3:37     |  |

## Créditos
- Tom Scholz — guitarra líder, guitarra rítmica, bajo, batería, teclados y coros
- David Victor — voz principal y coros
- Louis St. August — voz principal y coros